# Liste der höchsten Erhebungen der kanadischen Provinzen und Territorien

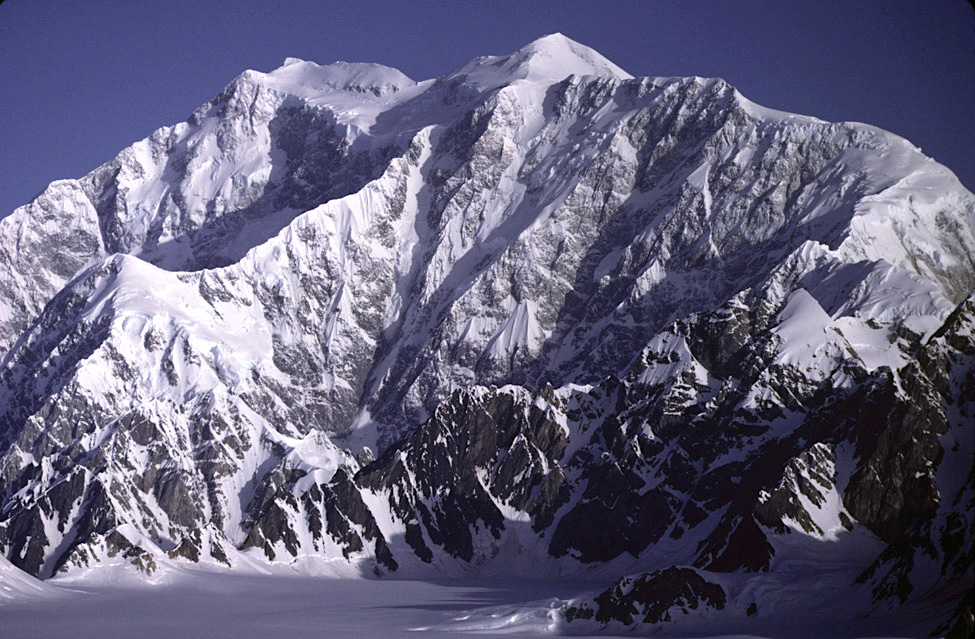
Mount Logan

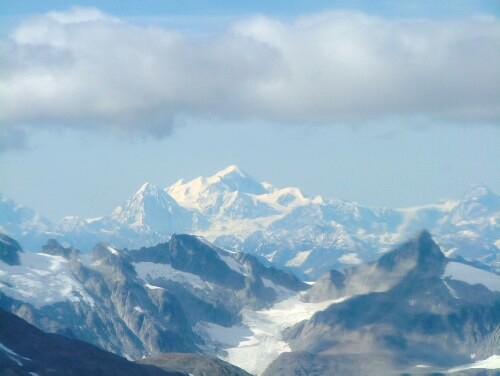
Mount Fairweather

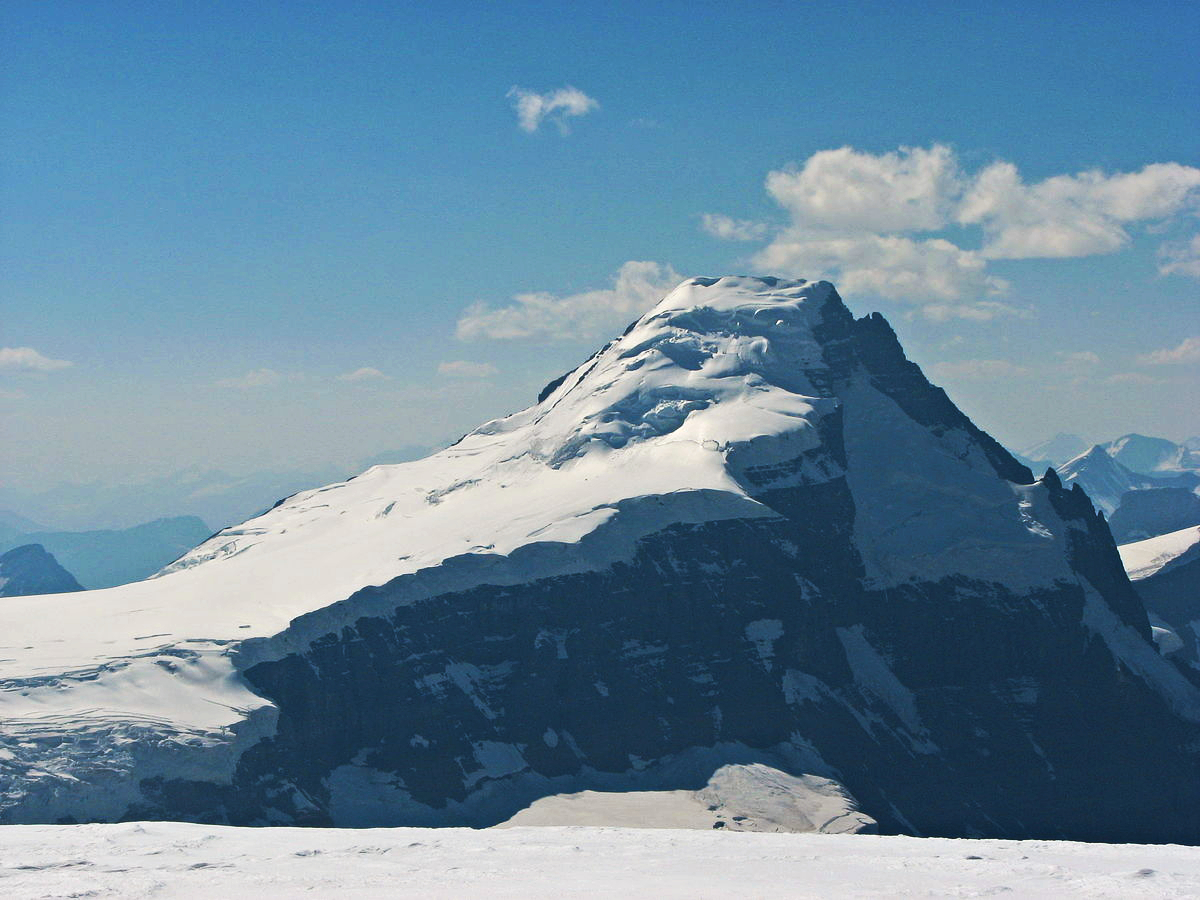
Mount Columbia

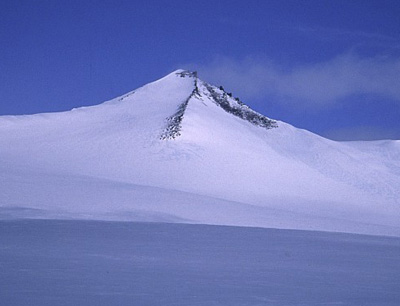
Barbeau Peak

Diese Liste zeigt die höchsten Erhebungen der Provinzen und Territorien Kanadas.
| Provinz oder Territorium | Gipfel            | Gebirgszug/Region     | Höhe   |
| ------------------------ | ----------------- | --------------------- | ------ |
| Yukon                    | Mount Logan       | Eliaskette            | 5959 m |
| British Columbia         | Mount Fairweather | Eliaskette            | 4663 m |
| Alberta                  | Mount Columbia    | Rocky Mountains       | 3747 m |
| Nordwest-Territorien     | Mount Nirvana     | Mackenzie Mountains   | 2773 m |
| Nunavut                  | Barbeau Peak      | British Empire Range  | 2616 m |
| Neufundland und Labrador | Mount Caubvick    | Torngat Mountains     | 1652 m |
| Québec                   | Mont D’Iberville  | Monts Torngat         | 1651 m |
| Saskatchewan             | Unbenannter Punkt | Cypress Hills         | 1468 m |
| Manitoba                 | Baldy Mountain    | Duck Mountains        | 832 m  |
| New Brunswick            | Mount Carleton    | Appalachen            | 817 m  |
| Ontario                  | Ishpatina Ridge   | Temagami              | 693 m  |
| Nova Scotia              | White Hill        | Cape Breton Highlands | 532 m  |
| Prince Edward Island     | Glen Valley       | Queens County         | 142 m  |